# Invicta Racing
A Invicta Racing é uma equipe britânica de automobilismo sediada em Attleborough, Norfolque, no Reino Unido. A equipe foi formada em janeiro de 2024, após o Invicta Watch Group comprar uma participação de propriedade na Virtuosi Racing, que foi rebatizada como "Invicta Racing" para a temporada de 2024 da Fórmula 2. Inicialmente, em fevereiro de 2023, o Invicta Watch Group se tornou o patrocinador título da equipe, após a empresa formar uma parceria estratégica de múltiplos anos com a Virtuosi. Com isso, a equipe passou a se chamar "Invicta Virtuosi Racing" na temporada de 2023.

## Títulos
Campeonatos de equipes
- Campeonato de Fórmula 2 da FIA: 2024

Campeonatos de pilotos
- Campeonato de Fórmula 2 da FIA: 2024